# Turniej o Srebrną Ostrogę Ilustrowanego Kuriera Polskiego 1980
XII turniej Srebrnej Ostrogi IKP – dwunasta odsłona zawodów żużlowych, w których zawodnicy ścigali się o nagrodę przechodnią zwaną "Srebrną Ostrogą". Turniej odbył się 19 października 1980. Zwyciężył po raz drugi w karierze Jan Ząbik.

## Wyniki
źródło
- 19 października 1980, Stadion Stali Toruń

| Msc. | Zawodnik              | Klub                 | Pkt    |               |  |
| ---- | --------------------- | -------------------- | ------ | ------------- |  |
| 1    | Jan Ząbik             | Stal Toruń           | 15     | 3,3,3,3,3     |  |
| 2    | Wojciech Żabiałowicz  | Stal Toruń           | 13 + 3 | 3,1,3,3,3 + 3 |  |
| 3    | Krzysztof Kwiatkowski | Stal Toruń           | 13 + 2 | 3,2,2,3,3 + 2 |  |
| 4    | Jan Woźnicki          | Stal Toruń           | 11     | 3,3,2,1,2     |  |
| 5    | Zygmunt Sowiński      | Stal Toruń           | 9      | 2,d,1,3,3     |  |
| 6    | Włodzimierz Heliński  | Unia Leszno          | 9      | 1,1,3,2,2     |  |
| 7    | Maciej Jaworek        | Falubaz Zielona Góra | 8      | 2,2,2,0,2     |  |
| 8    | Grzegorz Malinowski   | Falubaz Zielona Góra | 8      | 1,2,2,2,1     |  |
| 9    | Roman Kościecha       | GKM Grudziądz        | 7      | 1,0,3,2,1     |  |
| 10   | Lech Kędziora         | GKM Grudziądz        | 7      | 2,3,d,1,1     |  |
| 11   | Ryszard Kowalski      | Stal Toruń           | 5      | 2,1,1,1,0     |  |
| 12   | Adam Olkiewicz        | Stal Toruń           | 4      | 0,d,-,2,2     |  |
| 13   | Ryszard Buśkiewicz    | Unia Leszno          | 4      | 1,0,1,1,1     |  |
| 14   | Kazimierz Ziarnik     | Polonia Bydgoszcz    | 3      | 0,3,0,0,-     |  |
| 15   | Jerzy Kniaź           | Stal Toruń           | 2      | 0,2,0,0,0     |  |
| 16   | Marek Ziarnik         | Polonia Bydgoszcz    | 2      | 0,1,1,-,-     |  |
| 17   | Kazimierz Lipertowicz | Stal Toruń           | 0      | -,-,0,0,0     |  |
| 18   | Andrzej Marwitz       | Stal Toruń           | 0      | -,-,u,-,-     |  |